# Bombardier Electrostar
Der Bombardier Electrostar (bis 2001 ADtranz Electrostar) ist eine von ADtranz entwickelte elektrische Triebzugfamilie für den britischen Eisenbahnverkehr. ADtranz bzw. ab 2001 Bombardier Transportation fertigte sie von 1999 bis 2017 im Werk Derby. Der Name Electrostar bezieht sich auf die Ausführung als reiner Elektrotriebzug.
Der Electrostar ist eines der wichtigsten und häufigsten Triebfahrzeuge Großbritanniens.
Seit 2017 ersetzt die Fahrzeugfamilie Bombardier Aventra sowohl Electrostar als auch teilweise die Schwesterfamilie Bombardier Turbostar (Dieseltriebzüge) im Angebot von Bombardier.

## Einsatz im Vorort-/Regionalverkehr
Electrostar-Züge bedienen vor allem den Eisenbahn-Vorortverkehr von London und sind dementsprechend mit vier Türen pro Einzelwagen und teilweise mit dichter 2+3 - Bestuhlung für hohe Kapazität ausgestattet. Planmäßig fahren die Züge mit bis zu 240 m Länge (Zwölfwagenzüge).
Die wichtigsten Londoner Endpunkte der Bahnverbindungen mit Electrostar sind unter anderem die Kopfbahnhöfe Liverpool Street, Fenchurch Street, Cannon Street, Charing Cross, Victoria und Paddington. Sie werden dabei vor allem von den Privatbahnen c2c, Govia Thameslink Railway, Southeastern, Greater Anglia und Great Western Railway eingesetzt. Wie in Großbritannien typisch, sind die Fahrzeuge im Eigentum von Leasinggesellschaften wie Porterbrook oder Angel Trains und nicht in der Hand der Eisenbahnverkehrsunternehmen.
Der Gatwick Express (Strecke London Victoria–Flughafen Gatwick–Brighton) wird ausschließlich mit 18 vierteiligen Electrostar-Zügen der Baureihe 387 bedient. Nach dem Ausscheiden der Baureihe 332 betreibt die Great Western Railway den Heathrow Express mit 12 vierteiligen Electrostar der Baureihe 387 in spezieller Lackierung. Die Electrostar von Abellio Greater Anglia für den Stansted Express wurden 2020 durch FLIRT UK der Baureihe 745 ersetzt.

## Baureihen des Electrostar
| Baureihe             | Bild | Betreiber                                                | in Betrieb seit | Anzahl Züge | Stromsystem                     | Anzahl Wagen | Fahrgastübergang am Fahrzeugende | Bemerkung |
| -------------------- | --- | -------------------------------------------------------- | --------------- | ----------- | ------------------------------- | ------------ | -------------------------------- | --- |
| 357 Electrostar      | Baureihe 357 im Einsatz bei c2c im Osten Londons | c2c                                                      | 1999            | 74          | 25 kV/50 Hz Oberleitung         | 4            | Nein                             | Serie 357/3 verfügt über 2+2-Bestuhlung und daher mehr Stehplätze als die Serien 357/0 und 357/2                                                                |
| 375 Electrostar      | Baureihe 375 | Southeastern                                             | 1999            | 112         | Zweisystem / 750 V Stromschiene | 3 oder 4     | Ja                               | |
| 375 Electrostar      | Baureihe 375 | Southeastern                                             |                 |             |                                 |              |                                  | |
| 376 Electrostar      | Baureihe 376 von Southeastern | Southeastern                                             | 2004            | 36          | 750 V Stromschiene              | 5            | Nein                             | Alle 36 Züge werden im Innenraum modernisiert und erhalten LED-Beleuchtung, Steckdosen und USB-Ladebuchsen. Der erste modernisierte Zug wurde 2025 vorgestellt. |
| 376 Electrostar      | Baureihe 376 von Southeastern | Southeastern                                             |                 |             |                                 |              |                                  | Alle 36 Züge werden im Innenraum modernisiert und erhalten LED-Beleuchtung, Steckdosen und USB-Ladebuchsen. Der erste modernisierte Zug wurde 2025 vorgestellt. |
| 377 Electrostar      | Baureihe 377 von Southern in West Brompton · Baureihe 377 in London Victoria | Southern Southeastern                                    | 2002            | 239         | Zweisystem / 750 V Stromschiene | 3, 4 oder 5  | Ja                               | 214 Züge von Govia Thameslink Railway (Southern) werden aktuell modernisiert.                                                                                   |
| 377 Electrostar      | Baureihe 377 von Southern in West Brompton · Baureihe 377 in London Victoria | Southern Southeastern                                    |                 |             |                                 |              |                                  | 214 Züge von Govia Thameslink Railway (Southern) werden aktuell modernisiert.                                                                                   |
| 378 Capitalstar      | Baureihe 378 Capitalstar in Canonbury | London Overground                                        | 2008            | 57          | Zweisystem / 750 V Stromschiene | 5            | nur im Notfall                   | |
| 378 Capitalstar      | Baureihe 378 Capitalstar in Canonbury | London Overground                                        |                 |             |                                 |              |                                  | |
| Gautrain Electrostar | Gautrain | Gautrain                                                 | 2010            | 24          | 25 kV/50 Hz Oberleitung         | 4            | Nein                             | |
| Gautrain Electrostar | Gautrain | Gautrain                                                 |                 |             |                                 |              |                                  | |
| 379 Electrostar      | Abellio Greater Anglia betreibt diesen Achtwagenzug aus Electrostar der Baureihe 379 als Stansted Express. Seit 2020 sind stattdessen FLIRT UK der Baureihe 745 im Einsatz. | Greater Anglia                                           | 2010            | 30          | 25 kV/50 Hz Oberleitung         | 4            | Ja                               | |
| 379 Electrostar      | Abellio Greater Anglia betreibt diesen Achtwagenzug aus Electrostar der Baureihe 379 als Stansted Express. Seit 2020 sind stattdessen FLIRT UK der Baureihe 745 im Einsatz. | Greater Anglia                                           |                 |             |                                 |              |                                  | |
| 387 Electrostar      | Ein angemieteter Electrostar der Baureihe 387 für Dienste der Great Northern von London King’s Cross nach Norden ist neben einer EMD-Diesellokomotive der Baureihe 66 zu sehen. · Baureihe 387 in Gatwick-Express-Lackierung · Ein Electrostar der Baureihe 387 der GWR hält in Ealing Broadway. Im Hintergrund ist ein S7-Zug der District Line zu sehen. | c2c Great Northern Gatwick Express Great Western Railway | 2014            | 107         | Zweisystem                      | 4            | Ja                               | 56 Züge von GTR (Great Northern und Gatwick Express) werden modernisiert.                                                                                       |
| 387 Electrostar      | Ein angemieteter Electrostar der Baureihe 387 für Dienste der Great Northern von London King’s Cross nach Norden ist neben einer EMD-Diesellokomotive der Baureihe 66 zu sehen. · Baureihe 387 in Gatwick-Express-Lackierung · Ein Electrostar der Baureihe 387 der GWR hält in Ealing Broadway. Im Hintergrund ist ein S7-Zug der District Line zu sehen. | c2c Great Northern Gatwick Express Great Western Railway |                 |             |                                 |              |                                  | 56 Züge von GTR (Great Northern und Gatwick Express) werden modernisiert.                                                                                       |

## Baureihe 378Capitalstar
Die Electrostar-Garnituren der Baureihe 378 werden auch Capitalstar genannt, weil sie auf dem S-Bahn-Netz London Overground in der britischen Hauptstadt London verkehren. 57 Fünfwagenzüge mit etwa 100 m Länge und teilweise mit Zweisystemausrüstung fahren seit 2009 auf dem Overground-Netz. Der Innenraum ist mit Längssitzen und offener Gestaltung für die Bewältigung hoher Fahrgastzahlen ausgelegt.

## Gautrainin Südafrika
Die einzigen Electrostar-Züge außerhalb Großbritanniens wurden für den Gautrain in Südafrika bestellt. 24 Vierwagenzüge wurden 2010 ausgeliefert. Der Gautrain verbindet auf etwa 80 km Strecke die größte Stadt des Landes, Johannesburg, mit der Hauptstadt Pretoria.